# Ivan Miličević
Ivan Miličević (Osijek, 11 febbraio 1988) è un calciatore croato, attaccante del Plattling.

## Caratteristiche tecniche
Centravanti, può ricoprire anche i ruoli di seconda punta ed esterno grazie alle sue doti tecniche e atletiche.

## Carriera

### Club
Cresciuto nelle file dell'Osijek, nella stagione 2007-2008 ha giocato in prestito all'Olimpija Osijek, in terza serie croata. Dopo un'ottima stagione (22 reti in 28 presenze in campionato), nel 2008 è rientrato all'Osijek. Ha militato nel club biancoblu per cinque stagioni, totalizzando 123 presenze e 23 reti in campionato. Il 6 marzo 2013 ha firmato per il S.A. Scorpions, club statunitense. Il 7 luglio 2013 è passato all'Istria 1961. Il 31 gennaio 2014 ha risolto il proprio contratto. Rimasto svincolato, il 10 ottobre 2014 è stato ingaggiato dalla Triestina. Il 30 luglio 2015 è passato al H.K. Pegasus. Il 4 ottobre 2015 è stato ingaggiato dall'AZ Picerno. Il 5 dicembre 2015 è passato al Lanusei. Al termine della stagione è rimasto svincolato. Il 14 ottobre 2016 è stato ingaggiato dalla Sangiovannese. Il 30 dicembre 2016 è passato al Dro Alto Garda. Nell'estate 2017 è tornato in patria, firmando per il Cibalia. Al termine della stagione è rimasto svincolato. Il 26 novembre 2018 è stato ingaggiato dal DJK Vilzing. Ha militato nel club tedesco per tre stagioni e mezzo, totalizzando 20 reti in 59 presenze. Il 1º luglio 2022 si è ufficialmente trasferito al Bad Kötzting. Il 24 aprile 2023 è stato annunciato come nuovo giocatore-allenatore del Waldmünchen. Il 18 giugno 2024 è passato al Plattling.

## Statistiche

### Presenze e reti nei club
Statistiche aggiornate al 16 agosto 2024.
| Stagione           | Squadra            | Campionato         | Campionato | Campionato | Coppe nazionali | Coppe nazionali | Coppe nazionali | Coppe continentali | Coppe continentali | Coppe continentali | Altre coppe | Altre coppe | Altre coppe | Totale | Totale | Totale |
| Stagione           | Squadra            | Comp               | Pres       | Reti       | Comp            | Pres            | Reti            | Comp               | Pres               | Reti               | Comp        | Pres        | Reti        | Pres   | Reti   |        |
| ------------------ | ------------------ | ------------------ | ---------- | ---------- | --------------- | --------------- | --------------- | ------------------ | ------------------ | ------------------ | ----------- | ----------- | ----------- | ------ | ------ | ------ |
| 2007-2008          | Olimpija Osijek    | THNL               | 28         | 22         | HNK             | 1               | 0               | -                  | -                  | -                  | -           | -           | -           | 29     | 22     |        |
| 2008-2009          | Osijek             | PHNL               | 31         | 5          | HNK             | 1               | 0               | -                  | -                  | -                  | -           | -           | -           | 32     | 5      |        |
| 2009-2010          | Osijek             | PHNL               | 28         | 8          | HNK             | 3               | 0               | -                  | -                  | -                  | -           | -           | -           | 31     | 8      |        |
| 2010-2011          | Osijek             | PHNL               | 26         | 5          | HNK             | 4               | 1               | -                  | -                  | -                  | -           | -           | -           | 30     | 6      |        |
| 2011-2012          | Osijek             | PHNL               | 25         | 2          | HNK             | 6               | 0               | -                  | -                  | -                  | -           | -           | -           | 31     | 2      |        |
| 2012-mar. 2013     | Osijek             | PHNL               | 12         | 3          | HNK             | 3               | 1               | UEL                | 4                  | 2                  | -           | -           | -           | 19     | 6      |        |
| Totale Osijek      | Totale Osijek      | Totale Osijek      | 122        | 23         |                 | 17              | 2               |                    | 4                  | 2                  |             | -           | -           | 143    | 27     |        |
| mar.-lug. 2013     | S.A. Scorpions     | NASL               | 5          | 0          | USOC            | 0               | 0               | -                  | -                  | -                  | -           | -           | -           | 5      | 0      |        |
| 2013-gen. 2014     | Istria 1961        | PHNL               | 9          | 0          | HNK             | 2               | 0               | -                  | -                  | -                  | -           | -           | -           | 11     | 0      |        |
| lug.-set. 2015     | TSW Pegasus        | PL                 | 0          | 0          | HKSC            | 0               | 0               | -                  | -                  | -                  | -           | -           | -           | 0      | 0      |        |
| ott. 2014-2015     | Triestina          | D                  | 19+1       | 5+0        | CISD            | 0               | 0               | -                  | -                  | -                  | -           | -           | -           | 20     | 5      |        |
| ott.-dic. 2015     | AZ Picerno         | D                  | 7          | 2          | CISD            | 0               | 0               | -                  | -                  | -                  | -           | -           | -           | 7      | 2      |        |
| dic. 2015-2016     | Lanusei            | D                  | 12         | 1          | CISD            | 0               | 0               | -                  | -                  | -                  | -           | -           | -           | 12     | 1      |        |
| ott.-dic. 2016     | Sangiovannese      | D                  | 4          | 0          | CISD            | 0               | 0               | -                  | -                  | -                  | -           | -           | -           | 4      | 0      |        |
| dic. 2016-2017     | Dro Alto Garda     | D                  | 8          | 0          | CISD            | 0               | 0               | -                  | -                  | -                  | -           | -           | -           | 8      | 0      |        |
| 2017-2018          | Cibalia            | PHNL               | 27         | 1          | HNK             | 2               | 0               | -                  | -                  | -                  | -           | -           | -           | 29     | 1      |        |
| nov. 2018-2019     | DJK Vilzing        | OLB                | 10         | 2          | BTP             | 0               | 0               | -                  | -                  | -                  | -           | -           | -           | 10     | 2      |        |
| 2019-2020          | DJK Vilzing        | OLB                | 0          | 0          | BTP             | 3               | 3               | -                  | -                  | -                  | -           | -           | -           | 3      | 3      |        |
| 2020-2021          | DJK Vilzing        | OLB                | 19         | 15         | BTP             | 0               | 0               | -                  | -                  | -                  | -           | -           | -           | 19     | 15     |        |
| 2021-2022          | DJK Vilzing        | OLB                | 20         | 3          | BTP             | 2               | 3               | -                  | -                  | -                  | -           | -           | -           | 22     | 6      |        |
| Totale DJK Vilzing | Totale DJK Vilzing | Totale DJK Vilzing | 59         | 20         |                 | 5               | 6               |                    | -                  | -                  |             | -           | -           | 64     | 26     |        |
| 2022-2023          | Bad Kötzting       | LLM                | 23         | 12         | -               | -               | -               | -                  | -                  | -                  | -           | -           | -           | 23     | 12     |        |
| 2023-2024          | Waldmünchen        | KLO                | 22         | 12         | -               | -               | -               | -                  | -                  | -                  | -           | -           | -           | 22     | 12     |        |
| 2024-              | Plattling          | KLS                | 2          | 0          | -               | -               | -               | -                  | -                  | -                  | -           | -           | -           | 2      | 0      |        |
| Totale carriera    | Totale carriera    | Totale carriera    | 348        | 98         |                 | 27              | 8               |                    | 4                  | 2                  |             | -           | -           | 379    | 108    |        |